# ایستگاه هواشناسی خودکار فرودگاهی
ایستگاه هواشناسی خودکار فرودگاهی سیستم حسگر خودکاری است که برای ایمنی و کارآیی عملیات هوانوردی، پیش‌بینی آب‌وهوا و اقلیم‌شناسی نیازهای مشاهداتی هوانوردی و هواشناختی را انجام می‌دهد. ایستگاه‌های هواشناسی خودکار فرودگاهی بخشی از ستون فقرات مشاهدات هواشناختی در ایالات متحده و کانادا است و به دلیل کارآیی و صرفه جویی در هزینه کاربرد آن در سطح جهانی در حال افزایش است.

## انواع سیستم‌ها در ایالات متحدهٔ آمریکا
در ایالات متحدهٔ آمریکا انواع گوناگونی از ایستگاه‌های هواشناسی خودکار وجود دارد که با هم اختلافات ظریف ولی مهمی دارند. این سیستم‌ها عبارتند از:

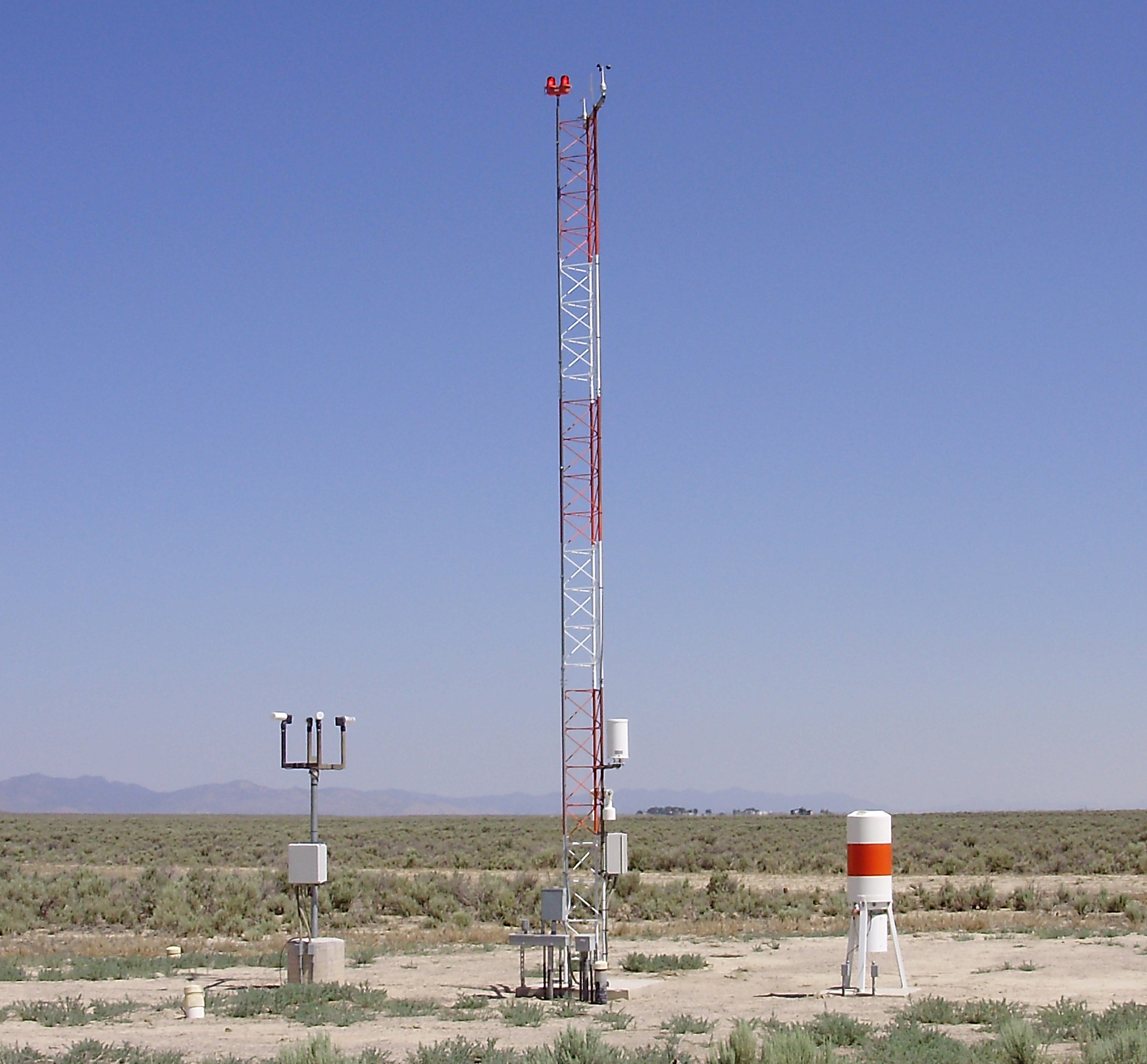
یک سیستم AWOS تجاری

- سیستم مشاهدهٔ خودکار آب‌وهوا(AWOS)

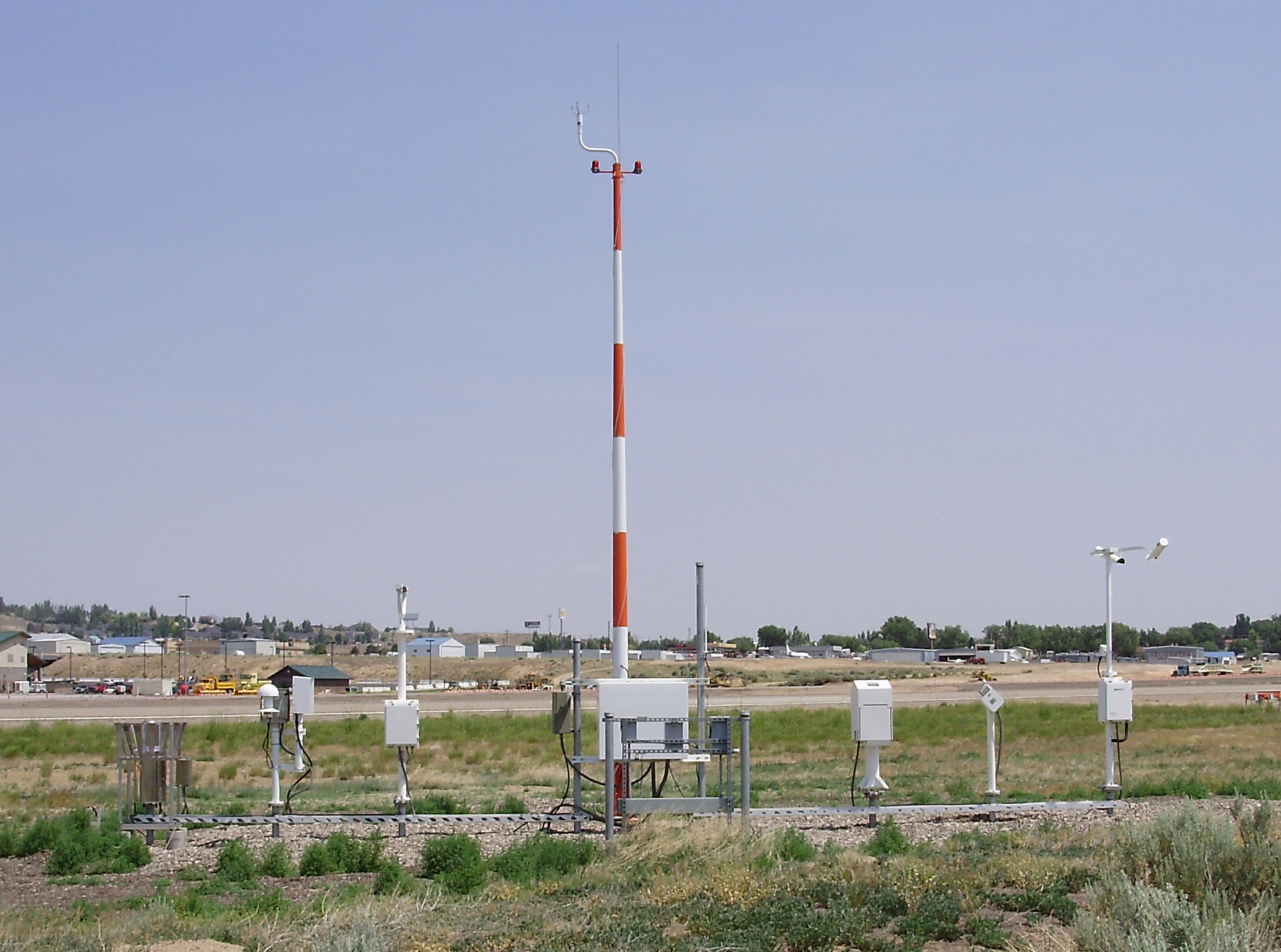
یک سکوی جمع‌آوری داده ASOS

- سیستم مشاهدهٔ خودکار سطح(ASOS)
- سیستم حسگر خودکار آب‌وهوا(AWSS)

### سیستم مشاهدهٔ خودکار آب‌وهوا(Automated Weather Observing System)
سیستم‌های مشاهدهٔ خودکار آب‌وهوا واحدهایی هستند که عمدتاً به وسیلهٔ اداره هوانوردی فدرال در ایالات متحده کنترل می‌شود. البته واحدهایی نیز وجود دارند که به وسیلهٔ ادارات ایالتی و محلی و برخی نهادهای خصوصی کنترل می‌گردند. خدمات هواشناسی ملی ایالات متحده آمریکا و وزارت دفاع ایالات متحده آمریکا یا نقش کمی در کنترل این واحدها دارند یا هیچ نقشی در کنترل، نگهداری و به‌کارگیری سیستم‌های مشاهدهٔ خودکار آب‌وهوا ندارند. این سیستم‌ها از جمله قدیمی‌ترین ایستگاه‌های هواشناسی خودکار در ایالات متحده هستند.
این سیستم داده‌های آب‌وهوایی را به شیوه‌های گوناگون زیر پخش می‌کند:
- پیام صوتی کامپیوتری که به وسیلهٔ فرکانس رادیویی برای خلبانان در نزدیکی فرودگاه پخش می‌شود. این پیام‌ها دست کم یک بار در دقیقه پخش می‌شوند. این شیوه تنها شیوهٔ اجباری گزارش هواشناسی برای سیستم مشاهدهٔ خودکار آب‌وهوا است.
- پیام صوتی کامپیوتری که به وسیلهٔ خدمات مودم دایل آپ تلفنی در دسترس قرار می‌گیرد. این پیام دست کم یک بار در دقیقه پخش می‌شود. این روش اختیاری است.
- پیام‌های سیستم مشاهدهٔ خودکار آب‌وهوا می‌توانند به ادارهٔ هوانوردی فدرال فرستاده شوند تا از آن جا به وسیلهٔ کامپیوتر در سطح کشوری پخش گردند. این پیام‌ها هم‌اکنون در فرمت متار هستند و فرکانس‌های گزارش دهی آن‌ها هر ۲۰ دقیقه پخش می‌گردد. این گزینه اختیاری است، ولی پیوسته انجام می‌شود و فقط برای سیستم‌های AWOS III یا AWOS IV در دسترس است. سیتم مشاهدهٔ آب‌وهوای خودکار بسته به این که چه پارامترهایی را اندازه‌گیری می‌کند به انواع زیر تقسیم می‌شود:
- AWOS A: فشار بارومتریک و تنظیم ارتفاع سنج(به اینچ جیوه)
- AWOS I: سرعت باد و توفان(به گره)، جهت باد(از جهتی که باد در حال وزیدن است) و جهت متغیر باد(به درجهٔ قطب‌نما)، دما و نقطه شبنم(به درجهٔ سلسیوس)، تنظیم ارتفاع سنج و ارتفاع چگالی
- AWOS II: همهٔ پارامترهای AWOS I افزون بر دید و دید متغیر(به مایل)
- AWOS III: همهٔ پارمترهای AWOS II افزون بر وضعیت آسمان(به اکتا)، فاصلهٔ ابر از زمین(به پا) و جمع‌آوری بارش‌های مایع(به اینچ)
- AWOS III P: همهٔ پارامترهای AWOS III افزون بر نوع بارش(باران، برف، گاهی نم نم باران)
- AWOS III T: همهٔ پارامترهای AWOS III افزون بر توفان تندری(به وسیلهٔ آذرخش یاب)
- AWOS III P/T: مجموع پارامترهای AWOS IIIP و AWOS IIIT
- َAWOS IV Z: همهٔ پارامترهای AWOS III P/T افزون بر یابندهٔ باران منجمد به وسیلهٔ حسگر باران در حال انجماد(این سیستم قبلاً AWOS III PTZ نامیده می‌شد.)
- AWOS IV R: همهٔ پارامترهای AWOS III P/T افزون بر وضعیت سطح باند فرودگاه
- AWOS IV Z/R: همهٔ پارامترهای AWOS III P/T افزون بر یابندهٔ باران در حال انجماد و وضعیت سطح باند

همچنین سیستم‌هایی مانند AWOS AV(پارمترهای AWOS A افزون بر وضوح دید) نیز امکان‌پذیر هستند. حسگرهای تأیید نشده نیز می‌توانند به سیستم‌های AWOS نصب شون، ولی داده‌های هواشناختی که از این حسگرهادر پیام‌های صوتی منتشر می‌شود عنوان "مشاوره‌ای" دارند و مشاهدات متار شامل آن‌ها نمی‌شود.
از ۲۶ ژانویهٔ ۲۰۱۲ شرکت‌های زیر سیستم‌های AWOS غیر فدرال که مورد تأیید هوانوردی فدرال هستند را تولید می‌کنند:
- شرکت اُلوذر اینکُرپریتد
- شرکت بلفورت اینسترومنت
- شرکت مزوتک اینترنشنال
- شرکت وئیسلا

### سیستم خودکار مشاهدهٔ سطح(Automated Surface Observing System)
سیستم خودکار مشاهدهٔ سطح در ایالات متحده مشترکا به وسیلهٔ خدمات هواشناسی ملی آمریکا، وزارت دفاع ایالات متحده آمریکا و ادارهٔ هوانوردی فدرال به کار گرفته و کنترل می‌شود. پس از سال‌ها پژوهش و توسعه، به‌کارگیری این سیستم از سال ۱۹۹۱ آغاز گردیده و در سال ۲۰۰۴ تکمیل گردید.
این سیستم‌ها معمولاً در فواصل یک ساعته گزارش می‌دهند، ولی اگر وضعیت آب‌وهوا به سرعت تغییر پیدا کند و همچنین در آستانهٔ انجام عملیات هوانوردی مشاهدات ویژه‌ای را گزارش می‌کند. این سیستم معمولاً همهٔ پارامترهای AWOS III را گزارش می‌کند، ضمن این که دارای توانایی گزارش دما و نقطهٔ شبنم در درجهٔ فارنهایت، آب‌وهوای کنونی، یخبندان جوی، آذرخش، فشار سطح دریاو میزان بارش می‌باشد.
در کنار خدمات هوانوردی این سیستم به عنوان شبکهٔ اصلی مشاهدات اقلیم‌شناسی در ایالات متحده کاربرد دارد که از این لحاظ شبکهٔ تراز اول ایستگاه‌های اقلیم‌شناسی است. به همین دلیل همهٔ سیستم‌های ASOS در فرودگاه قرار ندارند، مثلاً یکی از آن‌ها در قلعه بلودیر در سنترال پارک نیویورک سیتی و دیگری در رصدخانه هواشناسی بلوهیل نزدیک بوستون ماساچوست قرار دارد.

### سیستم حسگر خودکار آب‌وهوا(Automated Weather Sensor System)
این سیستم نیز در ایالات متحده به وسیلهٔ ادارهٔ هوانوردی فدرال به کار گرفته و کنترل می‌شود، ولی خدمات هواشناسی ملی آمریکا و وزارت دفاع ایالات متحده در عملیات و به کارگیری آن هیچ نقشی ندارند. ویژگی‌های گزارش دهی سیستم حسگر خودکار آب‌وهوا بسیار شبیه سیستم خودکار مشاهدهٔ سطح است.

## ابزار مشاهده
ایستگاه‌های هواشناسی خودکار فرودگاهی از ابزارهای گوناگون پیچیده‌ای برای مشاهدهٔ آب‌وهوا بهره می  برند. این ابزارها عبارتند از:

### سرعت و جهت باد
بیشتر ایستگاه‌های هواشناسی خودکار فرودگاهی مجهز به بادنمای مکانیکی برای سنجش سرعت و جهت باد هستند. این سیستم دارای طراحی ساده‌ای است. باد سه کاسه‌ای که به صورت افقی می‌چرخند را دور پایهٔ بادنما می چرخاند و سرعت تقریبی باد را تخمین می‌زند، در حالی که بادنما در بالا به گونه می‌چرخد که روی آن کمترین مقاوت در برابر باد را نشان می‌دهد و بدین گونه جهتی که باد از آن سو می‌وزد را نشان می‌دهد.
نسل نوین حسگرها امواج صدا را برای اندازه‌گیری سرعت و جهت باد به کار می‌برند. این اندازه‌گیری بر پایهٔ زمانی است که پالس‌های فراصوت از یک مبدل انرژی به مبدل دیگر حرکت می‌کنند که بستگی به عامل سرعت باد دارد. زمان انتقال در هر دو سوی سر مبدل اندازه‌گیری می‌شود. بر پایهٔ این نتایج حسگر سرعت و جهت باد را محاسبه می‌کند. در مقایسه با حسگرهای مکانیکی حسگرهای فراصوتی دارای چندین مزیت هستند که مهم‌ترین این مزیت‌ها عبارتند از نداشتن قطعات متحرک، توانایی خود عیب یابی پیشرفته و نیاز به رسیدگی کمتر .
ایستگاه‌های سیستم مشاهده خودکار سطح ادارهٔ هوانوردی فدرال و خدمات آب‌وهوایی ملی آمریکا و بیشتر سیستم‌های مشاهدهٔ خودکار آب‌وهوا که به تازگی نصب شده‌اند مجهز به حسگرهای باد فراصوت می‌باشند.
برخلاف همهٔ اندازه‌گیری‌های دیگر که تقریباً بین ۳ تا ۹ پا(۱ تا ۳ متر) بالاتر از سطح زمین انجام می‌شوند، سرعت و جهت باد در ارتفاع ۳۰ پایی(۱۰ متری) انجام می‌گردد.

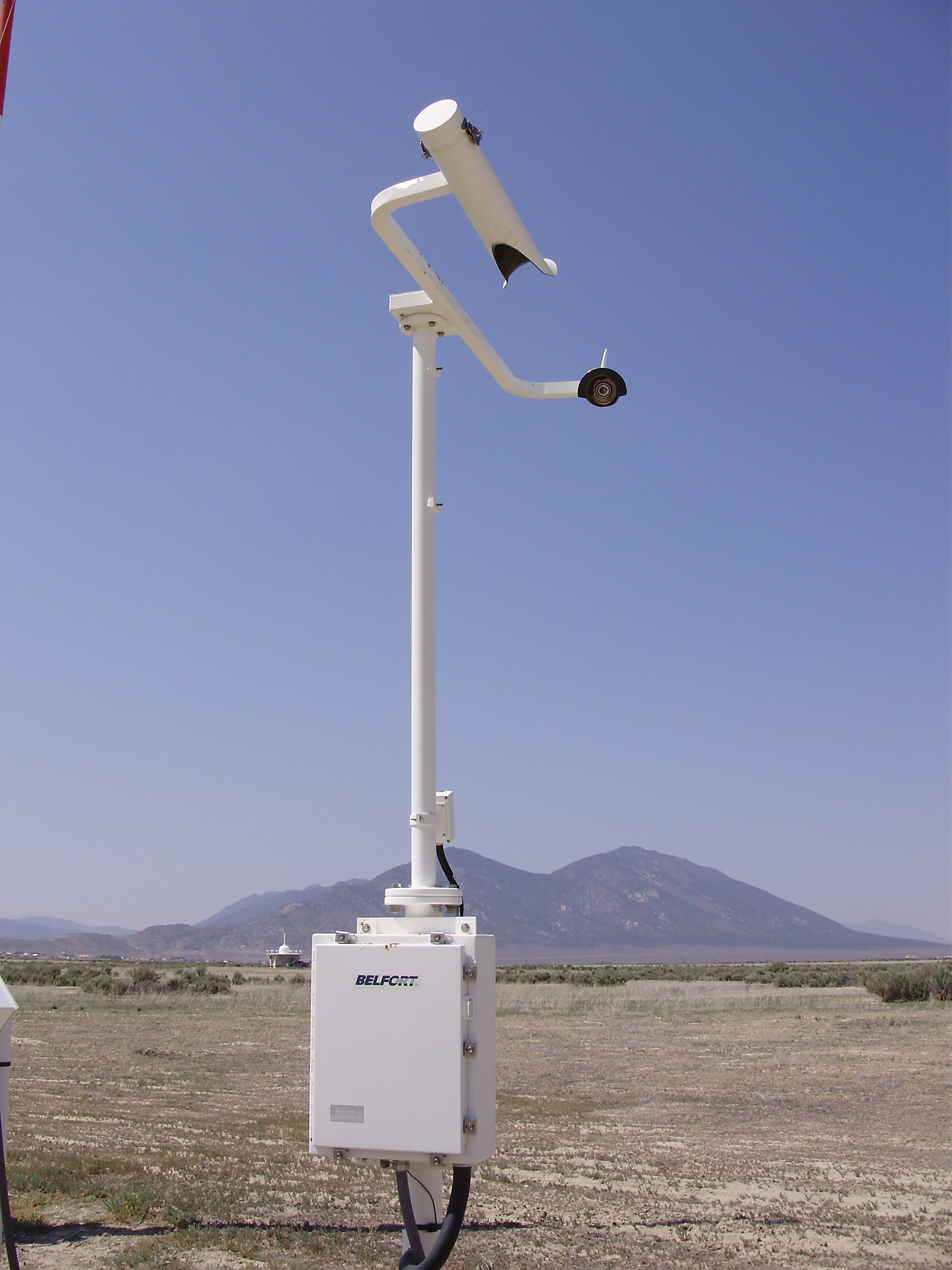
حسگر میدان دید ASOS

### دید
برای تعیین دید، ایستگاه‌های هواشناسی خودکار فرودگاهی یکی از انواع حسگرهای زیر را به کار می‌برند:
- حسگر پراکنش
- دیدسنج

حسگر پراکنش شعاعی از پرتو فروسرخ را از یک سو به سوی دیگر که گیرنده قرار دارد می‌فرستند. میزان نور پراکنده شده به وسیلهٔ ذرات معلق در هوا و نور دریافت شده به وسیلهٔ گیرنده ضریب تضعیف نور دریافتی را نشان می‌دهد. سپس این ضریب با استفاده از قانون آلن یا کشمیدر به دید تبدیل می‌شود.
در دیدسنج شعاعی از نور مرئی از فرستنده به گیرنده منتقل شده و ضریب نابودی از میران نور پخش شده در هوا به دست می‌آید.
حسگرهایی نیز وجود دارند که تا اندازهٔ معینی ترکیبی از دیدسنج و حسگر پراکنش هستند. حسگرهای پراکنش به خاطر قیمت پایین‌تر، اندازهٔ کوچک‌تر و ملزومات نگهداری کمتر پرطرفدارتر هستند، ولی دیدسنج‌ها هنوز در برخی از فرودگاه‌ها به خاطر دقیقتر بودن در میزان دید پایین و کم خطا بودن به کار می‌روند.
حسگرهای کنونی می‌توانند دید را با برد گسترده‌ای گزارش کنند. در هوانوردی مقادیر گزارش شده به مقیاس‌های زیر گرد می‌شوند:
- کمتر از یک چهارم مایل، یک چهارم، یک دوم، سه چهارم، یک، یک و یک چهارم، یک و یک دوم، دو، دو و یک دوم، سه، چهار، پنج، هفت، ده، بیشتر از ده مایل
- هنگامی که دید کمتر از ۸۰۰ متر است با مقیاس پنجاه متری سنجیده می‌شود. اگر دید بیش از ۸۰۰ متر و کمتر از ۵ کیلومتر باشد با مقیاس ۱۰۰ متری، اگر دید ۵ کیلومتر یا بیشتر ولی کمتر از ۱۰ کیلومتر باشد با مقیاس یک کیلومتری و اگر دید ۱۰ کیلومتر یا بیشتر با مقیاس ۱۰ کیلومتری سنجیده می‌شود.

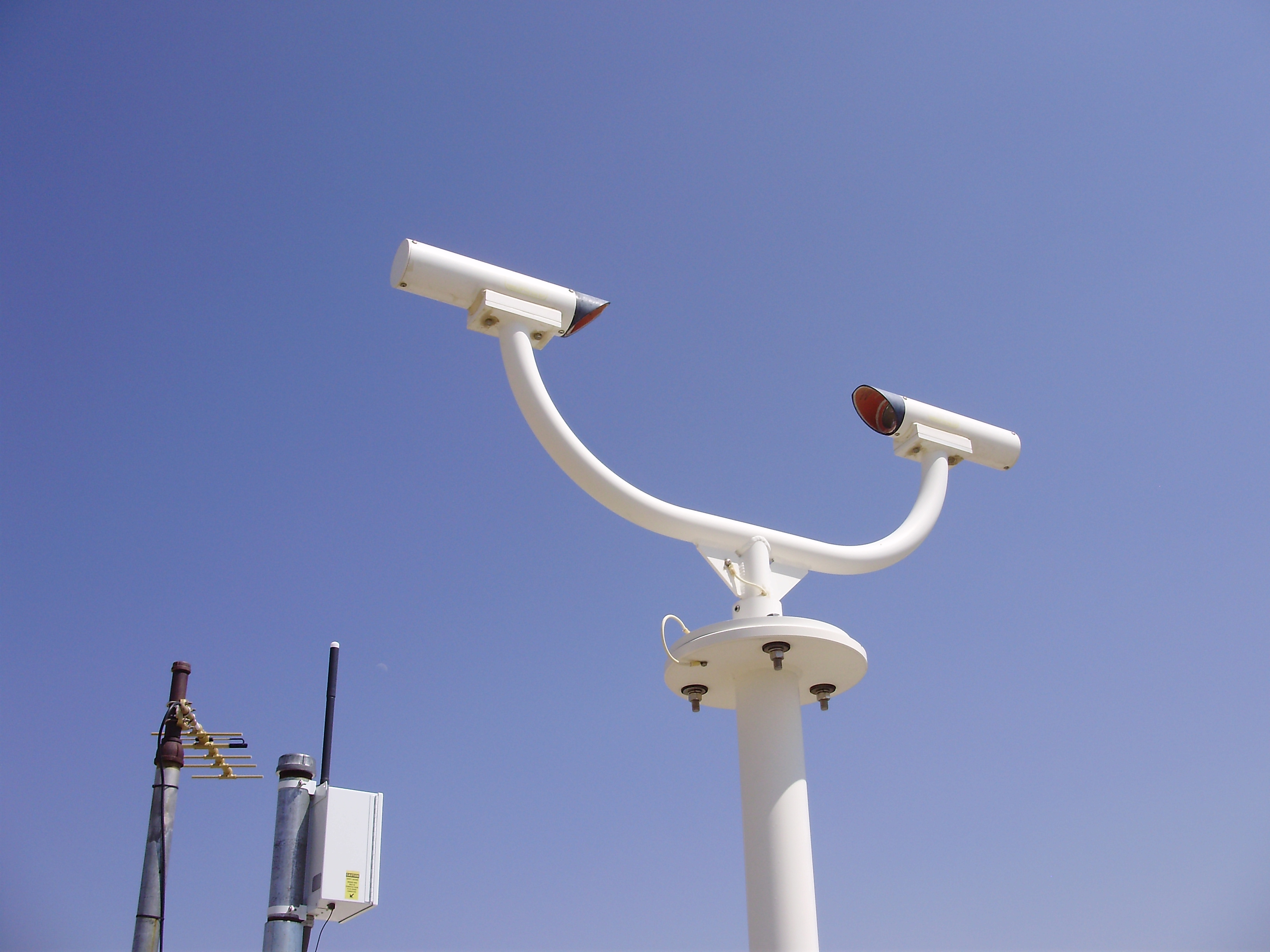
حسگر بارش ASOS

### بارش
ایستگاه‌های هواشناسی خودکار فرودگاهی از دیودهای پرتوافشان برای شناسایی نوع بارش سود می‌برند. حسگرهای دیودهای پرتوافشان الگوی درخشش بارشی که از میان شعاع فروسرخ حسگر رد می‌شود(تقریبا شعاع ۵۰ میلی‌متری) را اندازه‌گیری کرده و به وسیلهٔ تحلیل الگویی اندازه ذره و سرعت فرو افتادن آن مشخص می‌کنند که بارش باران است یا برف. اگر وجود بارش تأیید شود، ولی دستگاه نتواند از روی الگوی آن تشخیص دهد که باران است یا برف، نوع بارش نامشخص گزارش می‌شود.
ایستگاه‌های هواشناسی خودکار فرودگاهی توانایی گزارش کردن تگرگ و دیگر شکل‌های میانی بارش را ندارند.

### عامل محدودکنندهٔ دید
ایستگاه‌های هواشناسی خودکار فرودگاهی حسگر جداگانه‌ای برای تشخیص عامل محدودکنندهٔ میدان دید ندارند. در عوض اگر میدان دید زیر هفت مایل قانونی باشد سیستم با استفاده از نقطهٔ شبنم گزارش شده عامل محدودکنندهٔ دید را مشخص می‌کند. به این ترتیب که اگر رطوبت پایین باشد(اختلاف بسیاری میان دما و نقطهٔ شبنم وجود داشته باشد) غبار گزارش می‌شود. اگر رطوبت نسبی بالا باشد(اختلاف کمی میان دما و نقطهٔ شبنم باشد) بسته به دید دقیق مه تنک یا مه گزارش می‌شود. اگر دید نیم مایل یا کمتر باشد مه گزارش می‌شود. مه تنک زمانی گزارش می‌شود که دید بیشتر از نیم مایل ولی کمتر از ۷ مایل(۱۱ کیلومتر) باشد. اگر دما زیر نقطهٔ انجماد، میزان رطوبت بالا و دید نیم مایل یا کمتر باشد مه منجمد گزارش می‌شود.

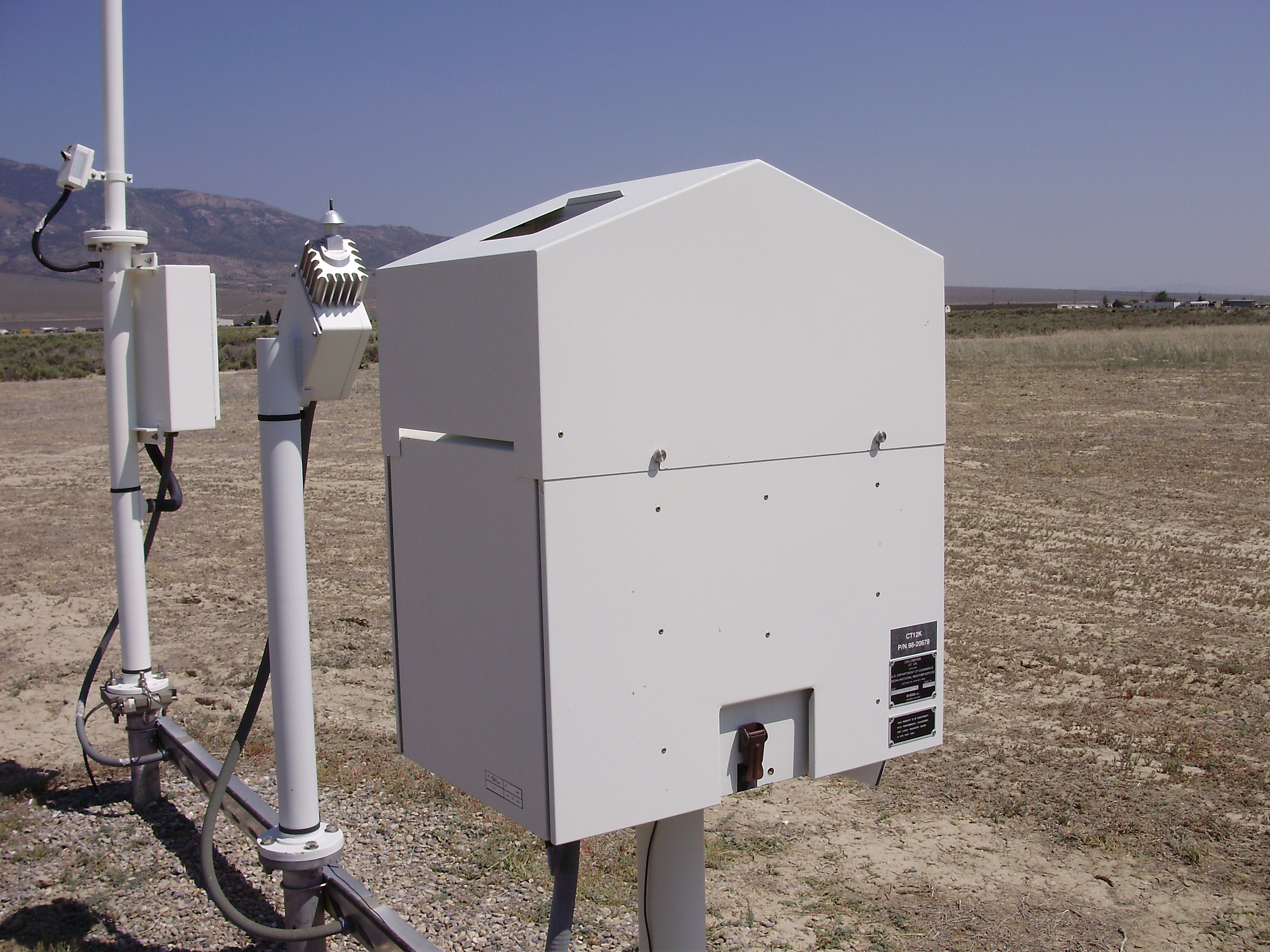
سلومتر ASOS

### پوشش و ارتفاع ابر
ایستگاه‌های هواشناسی خودکار فرودگاهی دارای سلومتر لیزری برای سنجش ارتفاع ابرها هستند. لیزر به سوی بالا شلیک می‌شود و با استفاده از مدت زمان بازتاب نور به ایستگاه ارتفاع کف ابر تا زمین اندازه گرفته می‌شود. به علت منطقهٔ پوششی محدود(لیزر فقط برای ابرهایی که مستقیما در بالاسر هستند می‌تواند به کار رود) کامپیوتر سیستم میانگین زمان پوشش و ارتفاع ابر را محاسبه کرده و به کاربران گزارش می‌دهد. برد سلومتر ۳۷۰۰ متر است و ابرهای بالاتر از این ارتفاع در حال حاضر به وسیلهٔ ایستگاه‌های خودکار قابل شناسایی نیستند.

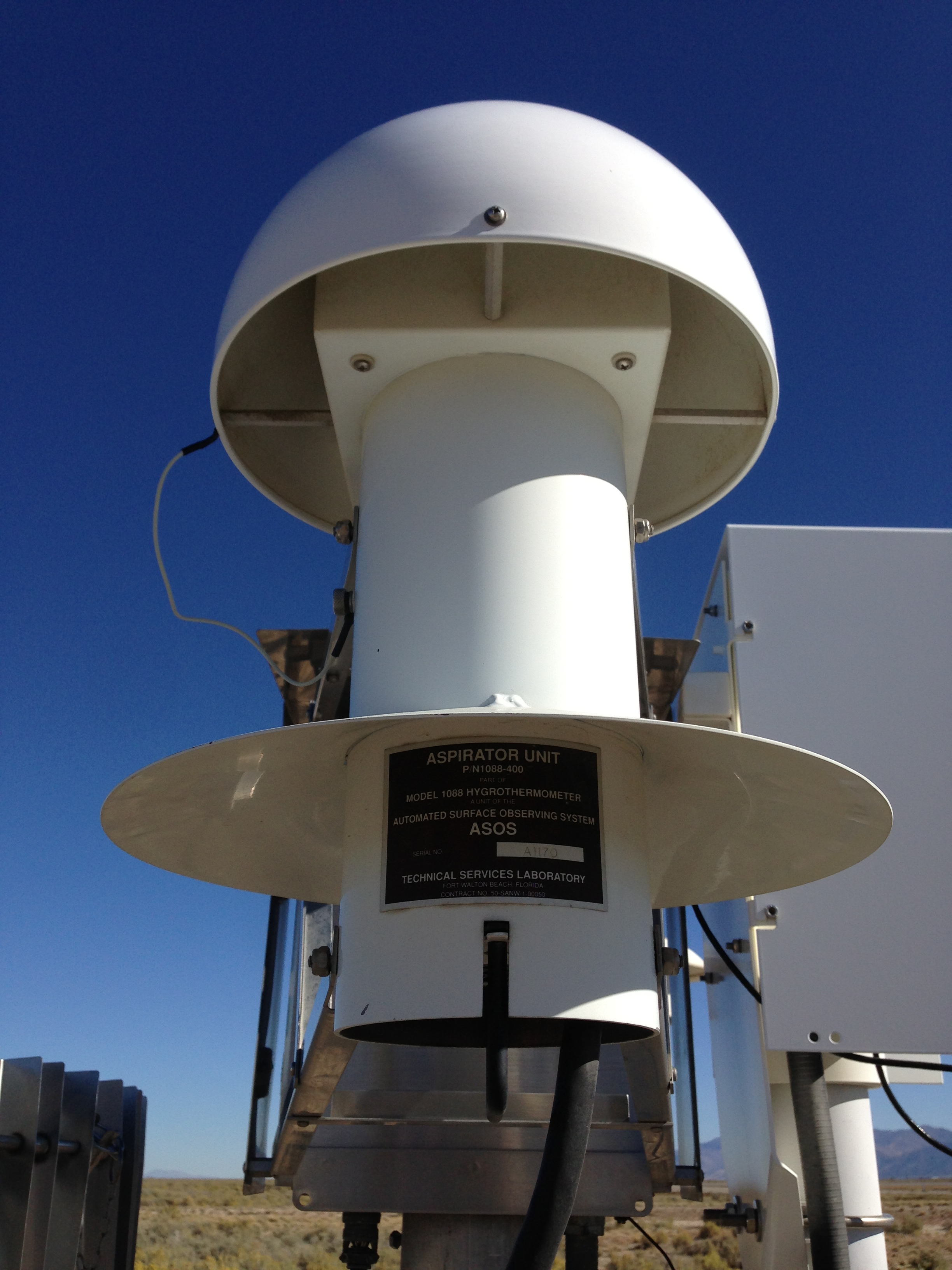
دماسنج ASOS

### دما و نقطهٔ شبنم
ایستگاه‌های هواشناسی خودکار فرودگاهی از حسگرهای دما/نقطهٔ شبنم بهره می‌برند. این حسگرها پیوسته در حال کار کردن هستند و معمولاً همیشه به غیر از زمان تعمیر روشن نگه داشته می‌شوند.

### فشار بارومتریک و تنظیمات ارتفاع سنج
داده‌های گرفته شده از حسگر فشار بارومتریک برای محاسبه تنظیمات ارتفاع‌سنج به کار می‌رود. خلبانان از مقادیر این داده‌ها برای تعیین ارتفاع خود سود می‌برند. برای اطمینان از فاصله ایمن از سطح زمین و سازه‌های روی زمین این حسگرها باید میزان بالایی از دقت و اطمینان را داشته باشند.